# LM Водолея
LM Водолея (лат. LM Aquarii), HD 214130 — одиночная переменная звезда в созвездии Водолея на расстоянии приблизительно 1753 световых лет (около 538 парсеков) от Солнца. Видимая звёздная величина звезды — от +8,39m до +8,19m.

## Характеристики
LM Водолея — красный гигант, пульсирующая медленная неправильная переменная звезда (LB) спектрального класса M0 или M3III. Эффективная температура — около 3675 К.